# Zapasy na Igrzyskach Ameryki Środkowej 2013
Turniej w ramach Igrzysk - San José w 2013 rozegrano 13 marca.

## Tabela medalowa
Gospodarz zawodów został zaznaczony kolorem.
| Poz.  | Państwo   |    |    |    | Łącznie |
| ----- | --------- | -- | -- | -- | ------- |
| 1.    | Honduras  | 7  | 3  | 3  | 13      |
| 2.    | Panama    | 6  | 4  | 8  | 18      |
| 3.    | Salwador  | 4  | 5  | 5  | 14      |
| 4.    | Gwatemala | 3  | 5  | 3  | 11      |
| 5.    | Kostaryka | 1  | 0  | 6  | 7       |
| 6.    | Nikaragua | 0  | 4  | 5  | 9       |
| Razem | Razem     | 21 | 21 | 30 | 72      |

## Wyniki

### W stylu klasycznym
| Waga   | złoty            | srebrny          | brązowy               | brązowy            |
| ------ | ---------------- | ---------------- | --------------------- | ------------------ |
| 55 kg  | Abner Vasquez    | Alberto Mendieta | Alex Pineda           | Brandon Escobar    |
| 60 kg  | Moisés Soto      | Edy Giron Tocal  | Jorge González        | Francisco Lopez    |
| 66 kg  | Sabula Mendieta  | Juan Rodríguez   | Yoyanis Sanchez       | Virgilio Alvia     |
| 74 kg  | Alvis Almendra   | Juan Andrade     | Luis Gomez            | Héctor Melgar      |
| 84 kg  | Kempton Aparicio | Óscar Martínez   | Felix Trujillo Torres | Luis Diego Otarola |
| 96 kg  | Kevin Mejía      | Andres Gondola   | Ronald Mendez         | ----               |
| 120 kg | Randy Lambert    | Rodolfo Waithe   | Cristian Marroquin    | ----               |

### W stylu wolnym
| Waga   | złoty                | srebrny        | brązowy           | brązowy             |
| ------ | -------------------- | -------------- | ----------------- | ------------------- |
| 55 kg  | Brandon Escobar      | Cristian Mox   | Michael Bolaños   | José Edgardo Ramos  |
| 60 kg  | Luis Portillo        | Luis Orantes   | Darnelio Jiménez  | ----                |
| 66 kg  | Fernando Mendoza     | Marvin Miranda | Christopher Reyes | Jorge González      |
| 74 kg  | Jonathan Scott Duque | Jefrin Mejía   | Leonardo González | Jairo Martinez Chen |
| 84 kg  | Elton Brown          | Óscar Martínez | José Erazo        | Luis Diego Otarola  |
| 96 kg  | Kevin Mejía          | Rodolfo Waithe | Ángel Sánchez     | ----                |
| 120 kg | Randy Lambert        | Carlos Alas    | Alfredo Far       | ----                |

### W stylu wolnym kobiet
| Waga  | złoty             | srebrny          | brązowy           |
| ----- | ----------------- | ---------------- | ----------------- |
| 48 kg | Jennifer González | Fátima Ramos     | Marlin Welch      |
| 51 kg | Brenda Bailey     | Elverine Jiménez | Ingrid Cosme      |
| 55 kg | Marles Asencio    | Karina Villeda   | Claudia García    |
| 59 kg | Yuri Mata         | Andrea Salinas   | Yurika Sasy       |
| 63 kg | Ashley Zárate     | Yaoska Rocha     | Jenifer Juárez    |
| 67 kg | Josselyn Portillo | Celestina Gamboa | Génesis Nicholson |
| 72 kg | Lil Canales       | Daniela Aguilar  | Hetzel Alguera    |